# نبرد میکاتاگاهارا
نبرد میکاتاگاهارا (به ژاپنی: 三方ヶ原の戦い Mikatagahara no tatakai) در ۲۵ ژانویه، ۱۵۷۳ رخ داد و یکی از معروف‌ترین لشکرکشی‌های تاکدا شینگن و یکی از بهترین نمونه‌های مبتنی بر تاکتیک‌های سواره نظام او بود. این نبرد همچنین بدترین شکست جنگی توکوگاوا ایه‌یاسو به‌شمار می‌رود.
پیشرفت‌های اودا نوبوناگا، راهی برای تاکدا شینگن نگذاشته بود جز آنکه تمام توان و امکاناتش را برای سرکوب اودا نوبوناگا و متحدانش به کار اندازد. به همین منظور، شینگن عازم تصرف هاماماتسو برای نبرد با توکوگاوا ایه‌یاسو شد که متحد نوبوناگا و حایل میان شینگن و کیوتو بود. همان‌طور که شینگن از شینانو به سمت جنوب حرکت می‌کرد به دنبال نیروهای توکوگاوا ایه‌یاسو می‌گشت. شینگن در ابتدا در محاصره فوتاماتا این دژ را تصرف کرد. بعد او دوباره به دژ فوتاماتا بازگشت تا آنجا را به عنوان یک پایگاه برای حمله به قلعه هاماماتسو به کارگیرد. نیروهای شینگن در جلگهٔ مرتفعی به نام میکاتا در شمال قلعه هاماماتسو که متعلق به توکوگاوا ایه‌یاسو بود، با نیروهای ائتلاف اُودا نوبوناگا و توکوگاوا ایه‌یاسو روبه رو شدند.
بر طبق گزارش‌ها، نیروهای شینگن بر حسب نفرات، سه برابر نیروهای ائتلاف بودند و شمارشان بیش از سی هزار نفر بود که با توجه به وسعت و جمعیت ژاپن آن روزگار و صدپاره بودنش در آن زمان، حرکت دادن چنین سپاهی، عظیم‌ترین تحرک نظامی تا آن روز بود و این عظمت، نشان از عزم قطعی شینگن برای سرکوب نوبوناگا و تصرف نهایی کیوتو داشت. با این حال و به رغم برتری نیروهای شینگن به لحاظ نفرات، نیروهای ائتلاف با کمک مستشاران اروپاییِ نوبوناگا، مجهز به سلاح آتشین شده بودند و اگرچه نیروهای شینگن نیز از اسلحهٔ آتشین بی‌بهره نبودند، اما نیروهای دشمن از این حیث، برتری کامل بر نیروهای شینگن داشتند؛ بنابراین لازم بود شگردها و نقشه‌های نبرد، به گونه‌ای طرحریزی شود که اسلحهٔ آتشین نیروهای نوبوناگا و توکوگاوا، بی‌اثر شود.
شینگن سربازانش را در «آرایش ماهی» قرارداد تا دشمن را به حمله ترغیب کند. سربازان توکوگاوا ایه‌یاسو در یک ردیف ایستاده بودند. در این آرایش، آن‌ها می‌توانستند بهترین استفاده را از تفنگ‌های سرپر خود بکنند. در حدود ساعت ۴ بعد از ظهر، بارش برف آغاز شد و تفنگداران ائتلاف، به سمت نیروهای شینگن آتش گشودند. تعدادی از رعایای کشاورز نیز با پرتاب سنگ به آن‌ها یاری می‌رساندند. سلاح آتشین برای ژاپنی‌های آن زمان تازگی داشت و احتمالاً تعادل طرفین را برهم می‌زد. توکوگاوا ایه‌یاسو انتظار داشت تا با برتری سلاح آتشینی که در اختیار داشت، بتواند تاکتیک‌های شینگن را خنثی کند، اما تاکتیک‌های شینگن و نحوهٔ طرحریزی حملات و به ویژه انتخاب لحظهٔ آغاز نبرد که مصادف با بارش برف شد، برتری اسلحهٔ آتشین نیروهای ائتلاف را خنثی کرد. پس از نخستین نوبت تیراندازی نیروهای دشمن، شینگن سواره نظامش را به حرکت درآورد. سواره نظام شینگن به سمت تفنگداران تاختند. تعدادی از سربازان توکوگاوا ایه‌یاسو ایستادگی کردند اما تعدادی عقب‌نشینی کردند یا کشته شدند.
پس از آن، شینگن سوارانش را عقب کشید تا استراحت کنند و سواران تازه‌نفس را برای یک حمله دیگر اعزام کرد. این سواران تحت فرمان تاکدا کاتسویوری پسر شینگن و اوباتا ماساموری بودند. آن‌ها دشمن را دور زدند و به زودی به بدنهٔ اصلی نیروهای شینگن پیوستند. بخش اعظم نیروهای ائتلاف به دام افتاده بودند و این باعث عقب‌نشینی کامل بازماندگان نیروهای دشمن شد.
توکوگاوا ایه‌یاسو یکی از فرماندهانش  اوکوبو تادایو را فرستاد تا با مردانش در سایگاداکا صف آرایی کند. در این نقطه، فلات مرتفع اندک اندک کم ارتفاع می‌شد. او به دنبال فرصتی بود تا دوباره با شینگن درگیر شود تا ژنرال‌های به دام افتاده اش را نجات دهد اما ناتسومه یوشینوبو او را ترغیب به عقب‌نشینی کرد. از نظر یوشینوبو زندگی توکوگاوا ایه‌یاسو مهم تر از زندگی ژنرال‌هایش بود. یوشینوبو، خود به صفوف شینگن زد و کشته شد.
پس از آن، توکوگاوا ایه‌یاسو به قلعه هاماماتسو بازگشت. گزارش شده‌است که تنها ۵ سرباز به همراه او مانده بودند. نبرد به سرنوشتی مصیبت‌آمیز دچارشده بود. با این حال، او دستور داد که دروازه‌های قلعه را باز بگذارند و دستور داد تا با روشن کردن آتش، سپاهیان در حال عقب‌نشینی را به سمت دژ هدایت کنند. ساکای تاداتسوگو بر یک طبل بزرگ جنگی می‌کوبید تا افراد بازمانده را دلگرم کند. این تاکتیک «استراتژی دژ خالی» نام دارد. هنگامی که طلایه داران شینگن به فرماندهی بابا نوبوهارو و یاماگاتا ماساکاگه و نائو کوتو ماتسونوبو صدای طبل را شنیدند و دروازه‌های باز قلعه و شعله‌های آتش را دیدند بدگمان شدند که شاید توکوگاوا ایه‌یاسو برایشان تله گذاشته باشد. نائو کوتو ماتسونوبو با آن ها مخالف بود و پیشنهاد حمله داد اما آن‌ها توقف کردند و برای شب اردوگاهی برپاکردند در صورتی که اگر به پیشروی خود ادامه می‌دادند احتمالاً دژ را فتح کرده بودند. شب هنگام یک گروهان از جنگجویان توکوگاوا ایه‌یاسو به اردوگاه شینگن حمله کردند و آن‌ها را به یک دره -جایی که امکان کمک گرفتن نداشتند- عقب راندند. شینگن فردای آن روز عقب‌نشینی کرد. نتیجهٔ نبرد به نفع شینگن بود. تلفات نیروهای متحد توکوگاوا و نوبوناگا با وجود تجهیزشان به سلاح آتشین، بسیار زیاد، و تلفات نیروهای شینگن بسیار کم بود. نبرد میکاتاگاهارا یکی از معروف‌ترین نبردهایی است که تاکدا شینگن انجام داد و یکی از بهترین نمونه‌ها برای معرفی تاکتیک‌های سواره نظام وی می‌باشد.
زمستان سخت فرامی رسید و شینگن ترجیح می‌داد که ادامهٔ عملیات نظامی را به بهار موکول کند ولی مرگ به وی مهلت نداد و شینگن در ۱۳ می همان سال (۱۵۷۳ میلادی) در سن ۵۲ سالگی و در آستانهٔ حملهٔ نهایی به سمت کیوتو درگذشت.